# 建造環境
建造環境（けんぞうかんきょう、built environment）とは、空間の実質的包摂の結果として生産された空間編成のうち、可視的な地物として地表に刻み付けられたものは、その全体が空間システムを構成するそのような総体を指す。

## 概要
ある1つの都市空間は、企業や官庁の建物、交通路、住宅、公園、上下水道施設、電力供給設備などが一体をなしている。これらがまとまって機能している都市の総体は、典型的な建造環境の例である。
市場経済のもとでは、短期的な利潤追求が主要な企業の目標となるので、見えざる手によっている限り、適切な都市建造環境は創出され難い。
そこで、政府が介入し、社会に存在する余剰を公債発行や財政投融資を通じて吸収して公共事業を行い、それによって建造環境を創出するという資本の第二次循環 (the secondary circuit of capital) が作り出される。これをスムーズに実行するためには、都市自治体や政府において、建造環境創出のための投資という点で多数派の合意が形成されていなければならない。
ここで、建造環境のもつ超階級性が重要となる。建造環境は、企業が固定資本として充用し、また市民が消費元本としても充用する。このため、建造環境の生産をめぐる階級同盟 (class alliance) が、各地で構築される。戦前は、全国各地で、鉄道誘致のため階級同盟が構築され、それによって日本の鉄道ネットワークは稠密化した。
戦後についてみると田中角栄の日本列島改造論も、このような階級同盟構築のこころみであった。このようにして作られた階級同盟が、地域住民と呼ばれるものの、社会科学的実態である。この取りまとめに威力を発揮する人物が、カリスマ的に住民圧倒的多数の支持を得ることもある。戦前の大阪市の關一市長は、その一例である。

## 歴史
建築環境（Built Environment）という用語は1980年代に作られ、1990年代に広まった。人類学の研究を通じて、構築された環境が今日の姿に至る過程を検証することができるようになった。人々が都市の中心部や、すでに構築された環境が顕著な地域以外を旅行することができるようになると、新たな地域へと構築された環境の境界が押し広げられる。建築や農業の進歩など、建築環境に影響を与える要因は他にもあるが、交通は建築環境の普及と拡大を可能にした。

### 産業革命以前
新石器革命とも呼ばれるこの転換は、永住を好み、作物や家畜を育てるために土地を改変する始まりだった。これは、人間の必要に応じて周囲の環境を恒久的に変化させる最初の試みであり、建築環境の始まりと考えることができる。都市が最初に出現したのは紀元前7500年頃で、土地が肥沃で農耕に適した場所に点在していた。こうした初期の共同体では、基本的なニーズを確実に満たすことが優先された。建築環境は、今日ほど広くはなかったが、建物、小道、農地、動植物の家畜化などが実施され、開拓され始めていた。その後数千年の間に、これらの小さな都市や村は、交易、文化、教育、経済が原動力となる、より大きな都市へと成長した。都市が成長し始めると、より多くの人々を収容する必要が生じるとともに、生存の必要性を満たすことに重点を置くことから、快適さや欲求を優先することへとシフトした。

### 産業革命
1880年代から1900年代初頭にかけて、アメリカでは都市が急速に発展した。この需要によって、個人は農場から都市に移り住むようになり、その結果、都市のインフラを拡大する必要が生じ、人口規模のブームが生まれた。このような都市における人口の急激な増加は、騒音、衛生、健康問題、交通渋滞、公害、コンパクトな居住区などの問題を引き起こした。これらの問題に対応するため、大量輸送機関、トロリー、ケーブルカー、地下鉄などが建設され、建築環境の質を向上させる努力が優先された。産業革命期におけるその一例が、シティ・ビューティフル運動である。シティ・ビューティフル運動は、工業都市における無秩序で不健康な生活環境の結果として1890年代に生まれた。この運動は、循環の改善、市民センター、より良い衛生環境、公共空間の整備を推進した。これらの改善によって、そこに住む人々の生活の質を向上させるとともに、より収益性の高い都市にすることが目的であった。シティ・ビューティフル運動は、その人気は年々低下していったが、様々な都市改革を行った。この運動では、都市計画、市民教育、公共交通機関、自治体の家事などが強調された。

### 産業革命後から現在
鉄鋼、化学薬品、燃料の生産が進歩したため、自動車の発明や列車の利用は、一般大衆にとってより身近なものとなった。1920年代、ヘンリー・フォードによる組立ライン生産の進歩により、自動車は一般大衆にとってより身近なものとなった。フリーウェイは1956年に初めて建設され、安全でない道路、交通渋滞、不十分なルートを解消しようとした。これにより、以前には見られなかったような移動のしやすさが実現し、建築環境の構造が変化した。自動車がますます普及するにつれて、都市内には自動車を収容するための新しい道路が建設され、公共交通機関としてだけでなく物資輸送のためにも、以前はつながっていなかった地域を結ぶ鉄道路線が建設された。こうした変化に伴い、都市の範囲は国境を越えて拡大し始めた。自動車と公共交通機関が普及したことで、都市は、都市圏の外にまで範囲を広げることができるようになった。

## 文化的解釈
欧米では近年、文化を形成する周辺空間にbuilt environmentを当てるようになった。例えば歴史的な建物や町並みといった人工的なものと一体になった自然環境などを示す。この自然環境は主として人間の手によって管理されたもの、あるいは人為的に作成されたものを指す。このことからbuilt environmentを「構築環境」「作られた環境」などと訳している。日本であれば、手つかずの原生地域である深山（奥山）に対し、人間が手を入れることで生態系が維持される里山の存在に例えることができる。